# ADEMA-PASJ
Alians dla Demokracji w Mali – Panafrykańska Partia na rzecz Wolności, Solidarności i Sprawiedliwości (fr. Alliance pour la Démocratie au Mali – Parti Pan-Africain pour la Liberté, la Solidarité et la Justice, ADEMA-PASJ) – malijska lewicowa partia polityczna wywodząca się z ruchu opozycyjnego do rządów Moussy Traoré. Została założona w 1990 roku i pozostawała u władzy w latach 1992–2002 oraz 2015–2017. Jest członkiem Międzynarodówki Socjalistycznej.
W latach 1992–2002 z ramienia ADEMA-PASJ urząd prezydenta Mali sprawował Alpha Oumar Konaré, natomiast w latach 2012–2013 Dioncounda Traoré.